# Maison d'Albon
Pour les articles homonymes, voir Familles d'Albon et Albon (homonymie).
La maison d'Albon, ou Guigonides (nom donné par certains généalogistes en raison de nombreux membres nommés Guigues ou Guy), est une grande famille féodale du comté de Vienne, dans le Dauphiné. Originaire du bourg d'Albon (Drôme), cette puissante famille est mentionnée dès le Xe siècle. Elle prit le titre de comte au XIe siècle et fut à l'origine de la constitution du Dauphiné comme principauté territoriale. Guigues IV, comte d'Albon et du Grésivaudan, prit vers 1134 le titre de Dauphin de Viennois, qui se transmettra en 1228 à la maison capétienne de Bourgogne, puis en 1349 aux rois de France par la cession du comté à Philippe VI de Valois.
La branche ainée d'Albon s'est éteinte dès 1228 avec Béatrice d'Albon, la branche cadette de Forez s'est perpétuée jusqu'en 1372, et les branches puinées de Beaujeu jusqu'au XVIIe siècle.

## Patronyme et famille
Sur les liens entre la maison d'Albon et la famille d'Albon, implantée en Lyonnais, il n'y a pas de preuves de rattachement entre ces deux lignages.
Dans la notice consacrée à la famille d'Albon (Lyonnais), Gustave de Rivoire de La Bâtie (1867) indique que cette hypothèse est issue de Guillaume Paradin (XVIe siècle) et quelques auteurs, qui faisaient le lien par la ressemblance du patronyme. Il rappelle que ces derniers citaient, « à l'appui de cette assertion, un acte passé en 1297, à Lyon, entre Humbert, dauphin de Viennois, comte d'Albon, et Guy, Guillaume et Henri d'Albon, frères, chevaliers, desquels ce prince était le débiteur ». Toutefois, l'acte, cité par le Laboureur dans les Mazures de l'Isle-Barbe, serait loin, selon lui, « d'indiquer cette communauté d'origine, que contredit en tout point la généalogie des deux familles. » Il poursuit soulignant que « Du reste, la maison d'Albon est assez considérable par elle-même, pour ne pas chercher d'autre origine que la sienne propre, qui remonte à une époque fort reculée et présente une longue suite de personnages illustres dans les armes et dans l'Église. ».
Gustave Chaix d'Est-Ange (1903) écrit que « tout laisse à penser » que la famille d'Albon, du Lyonnais, tirerait son origine de la maison d'Albon dauphinoise.
Retenant la conclusion sur l'éventuelle proximité, des auteurs écartèlent ainsi les armes d'Albon (Lyonnais) avec celles du Dauphiné.

## Armes
|  | Les armes des dauphins de Viennois se blasonnent ainsi : D'or au dauphin vif d'azur, crêté et barbelé de gueules. Cri : Saint-Georges et Dalphiné |

## Histoire

### Origines
Les essais de généalogie sur les origines des comtes d'Albon s'appuient sur une continuité de l'anthroponyme Guigues. La lecture des chartes de donation peut permettre de tracer une généalogie probable avant le XIe siècle.
Dans les œuvres posthumes d'Alfred de Terrebasse parues en 1875, on trouve expliquées les origines probables des premiers Guigonides, qui font remonter la famille à un Guigues, qu'il nomme Guigues (I), présent en 889 au plaid tenu à Varennes par la reine Ermengarde, veuve de Boson de Provence.
Puis on trouve à une date non précisée du Xe siècle, un Guigues II, marié à Frédeburge, et leur fils Sumfred, qui vendent des terres à l'abbaye de Saint-André-le-Bas de Vienne. Dans un appendice du cartulaire de l'abbaye de Saint-André-le-Bas, il est écrit que le 7 septembre 996, Guigues et sa femme Frédeburge donnent à l’église de Vienne une vigne et un jardin dans le mandement de Cheyssieu. L’évêque Humbert de Grenoble, Richard et Guigues signent comme témoins de la donation. De ces chartes, les historiens en ont déduit que Guigues et Frédeburge avaient comme enfants Humbert, Richard, Guigues III et Sumfred. Ce Guigues II est mort avant 993.
Pour ce qui est des origines de Frédeburge, deux thèses ont été énoncées :
- celle de Chantal Mazard[6], qui en fait la petite-fille de Charles-Constantin de Vienne ;
- celle de Jean-Pierre Poly, qui lie Frédeburge à une famille issue d'Aimon, un chef montagnard, dont serait issu Aimon, évêque de Valence vers 974, un Rodolphe évêque de Gap possessionné à Vaulnaveys, près de Vizille, puis un autre Aimon, évêque de Valence. Pour cet auteur, Aimon, père de Frédeburge, peut être identifié à Aimon, possessionné à Dauphin, près de Saint-Maime, entre Forcalquier et Manosque. Ce serait cette ascendance qui aurait amené à donner le nom de Dauphin à l'ainé de la famille.

Après la mort de Guigues II, Frédeburge s'est remariée avec Arnoux du Theys et est décédée entre 1006 et 1012.
Guigues IV, fils de Guigues III, a été marié à Gotelène, fille de Silvion Ier de Clérieu. C'est leur fils, Guigues V, appelé Guigues Ier ou Guigues le Vieux, qui va commencer le développement de la puissance des Guigonides dans le Dauphiné.
Dans le cartulaire de l'évêque de Grenoble saint Hugues, du temps de l'évêque Isarn (v.959-v.990), les Guigonides semblent n'avoir aucun pouvoir dans le diocèse de Grenoble. Leur implantation dans le Grésivaudan n'a été possible que par l'accession au trône épiscopal de Grenoble des évêques Humbert et Mallen (v.1025-1035) qui appartenaient à leur famille. Noël Didier (1936) souligne ainsi que l'évêque « Humbert n'a pas laissé le souvenir d'un prélat dilapideur », ne faisant pas ou peu de lien avec l'enrichissement de sa famille contrairement à l'épiscopat de son successeur et neveu Mallen. Par ailleurs des chartes se trouvant dans le cartulaire de l'abbaye de Saint-André-le-Bas de Vienne montrent que les premiers Guigonides sont présents dans le comté de Vienne dès le Xe siècle. Selon P. Louis Lainé (1840), ils s'apparenteraient à la famille des Aynard, issus d'un frère aîné de Rodolphe l'ancien, fils de Laugier.
Les Guigues d'Albon remonteraient, selon l’analyse de la littérature médiévale, à la toute fin du Xe siècle. Leurs origines précises ne sont pas connues, toutefois ils semblent s’imposer « soudainement » à un moment où le royaume de Bourgogne connaît un bouleversement de son organisation politique. Les  Guigues sont implantés en viennoise, au sud de l’ancienne capitale bosonide.
Le centre de cette famille semble la tour dite d’Albon, datant probablement du Xe siècle. La position permet le contrôle des débouchés en provenance de la vallée du Rhône, ceux des monts du Vivarais et la partie nord-ouest de l'actuel département de l'Isère. Leur implantation en Viennois va s’étendre. Ainsi Guigues le Vieux obtient de l'empereur Henri III le Noir, les terres du Briançonnais, vers les années 1050.

### Des comtes d'Albon aux dauphins du Viennois

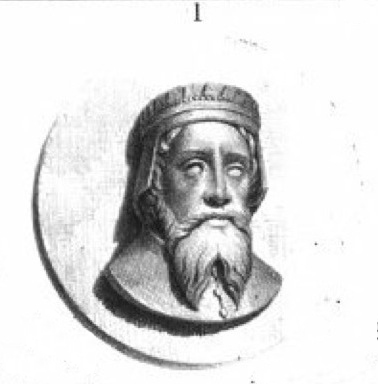
Guigues Ier d'Albon par Alexandre Debelle (1805-1897)

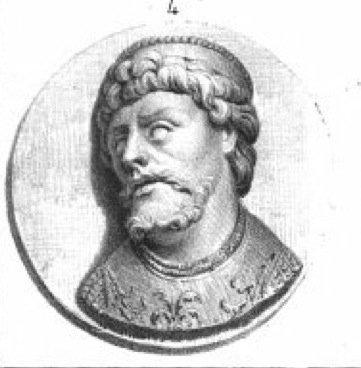
Guigues IV d'Albon par Alexandre Debelle (1805-1897)

La puissance de la famille commence avec Guigues Ier, qui s'intitule comte et acquiert des fiefs dans le Grésivaudan et dans le Briançonnais. Il recevra vers 1030 la partie sud du comté de Vienne, que l'archevêque de Vienne vient de scinder en deux. L'autre partie, le nord-est, étant donné à Humbert aux Blanches Mains. Ce nouveau fief relevant de l'archevêque prendra le nom de comté d'Albon.
Son descendant Guigues IV recevra le surnom de « dauphin » et donnera son nom à sa principauté, le dauphiné de Viennois. Cette branche ainée s'éteignit en 1228 avec Béatrice d'Albon, qui porta le Dauphiné à la maison capétienne de Bourgogne.
Les comtes d'Albon de la maison de La Tour du Pin incorporèrent à leur domaine, à la suite du mariage en 1253 de Guigues VII de Viennois avec Béatrice de Faucigny, qui resta aux affaires jusqu'en 1304, la province du Faucigny, la baronnie de Beaufort et plusieurs autres châtellenies, des terres éloignées du Dauphiné et menaçantes pour la Savoie. Un certain nombre de futurs conflits entre les deux voisins auront pour objet ces terres jusqu'au milieu du XIVe siècle. Ils garderont le Faucigny jusqu'à sa vente, en 1349, au roi de France Philippe VI de Valois.

## Titres
Les sires d'Albon portèrent suivant les périodes les titres de :
- dauphin de Viennois ;
- comte d'Albon, de Forcalquier, du Grésivaudan ;
- seigneur de Beaujeu, de Vion.

Pour Paradin, ils semblent avoir également hérité de la succession des comtes carolingiens de Lyon ainsi que des droits sur la ville qu'ils partageaient avec l'archevêque,. De même, il est envisagé qu'Humbert aux Blanches Mains, créateur du comté de Maurienne (future Savoie) et dont l'ascendance est inconnue à ce jour, soit de la parentèle des Guigonides.

## Branches puinées
Guigues Raymond d'Albon, fils cadet de Guigues II d'Albon, épousa Ide de Forez, héritière du Forez, et fut la tige de la seconde maison de Forez.

Des cadets de cette branche formèrent plusieurs rameaux qui furent seigneurs de Beaujeu, d'Amplepuis, de Montcoquier.

## Filiation
```
Guigues le Vieux († 996), seigneur de 
Vion

X Fredeburge
│
├─>
Humbert I
, († 1025), 
évêque de Grenoble

│
├─>Richard
│
└─>Guigues († 1009), seigneur de Vion
    │
    ├─>
Humbert
 († 1037), 
évêque de Valence

    │
    └─>Guigues, vivant en 1034, seigneur de Vion
       X Gotelana de Clerieux
       │
       ├─>
Humbert II
 († 1080), 
évêque de Grenoble

       │
       └─>
Guigues 
I
er
 le Vieux
 († 107O à Cluny), 
comte d'Albon

          X Adelsinde epse 
Adélaïde/Alix de Turin
 (peut-être fille du comte 
Humbert (
de Savoie
)

          │
          └1>
Guigues II
 († 1079), 
comte d'Albon

             X 1) 1050 Pétronille de Royans
             X 2) 1070 Inès (ou Agnès) de Barcelone, fille de 
Raymond Béranger Ier
 et d'
Almodis de la Marche

             │
             ├1>
Guigues III
 († 1133), 
comte d'Albon

             │  X Mathilde, premier dauphin 
             │  │
             │  ├─>
Guigues IV Dauphin
 († 1142), 
comte d'Albon

             │  │  X 
Marguerite de Mâcon

             │  │  │
             │  │  ├─>
Guigues V
 (1125 † 1162), dauphin du Viennois
             │  │  │  X Béatrice de Montferrat
             │  │  │  │
             │  │  │  └─>
Béatrice d'Albon
 (1161 † 1228), dauphine du Viennois
             │  │  │     X 1) 
Albéric Taillefer de Toulouse
, comte de Saint-Gilles (1157 † 1183)
             │  │  │     X 2) 
Hugues III de Bourgogne
 (1148 † 1192)
             │  │  │     X 3) Hugues 
I
er
 de 
Coligny
 (1170 † 1205)
             │  │  │
             │  │  ├─>Béatrice (?)
             │  │  │  X 
Guillaume
 
I
er
 de Poitiers
 , 
comte de Valentinois

             │  │  │
             │  │  └─>Marquise († 1196)
             │  │     X 1150 
Guillaume VII
 († 1169), 
comte d'Auvergne

             │  │─>Mathilde 
             │  │  X 1135 
Amédée III
 († 1148), 
comte de Savoie

             │  │  
             │  ├─>
Humbert
 († 1147), 
archevêque de Vienne
 
             │  │
             │  └─>Gersende
             │     X 
Guillaume III d'Urgell
 († 1129), 
comte de Forcalquier

             │
             ├1>Adélaïde
             │  X Soffredus d'Hauterive 
             │
             │  
Branche du Forez

             └2>
Guigues Raymond

                X Ide de Forez, fille d'
Artaud III
 (IV) et héritière du comté de Forez 
                │
                └─>
Guigues 
I
er
 († 1138), 
comte de Forez

                   X 1134 Sibille/Sybille, dame de Beaujeu
                   │
                   ├─>Guillaume, moine (1135)
                   │
                   └─>
Guigues II
 († 1206), 
comte de Forez

                      X Guillemette 
                      │
                      ├─>
Guigues III
 († 1204), 
comte de Forez

                      │   X 1) Ascuraa 
                      │   X 2) Adalasia (†  1222)
                      │   │
                      │   ├1>Eléonore 
                      │   │  X Guillaume de Baffie 
                      │   │
                      │   ├2>
Guigues IV
 († 1241), 
comte de Forez
 et 
de Nevers

                      │   │  X 1) 1205 Philippa de Dampierre († 1223)
                      │   │  X 2) Ermengarde d'Auvergne († 1225)
                      │   │  X 3) 1226 
Mahaut de Courtenay
, comtesse de Nevers, d'Auxerre et de Tonnerre
                      │   │   │
                      │   │   ├1>
Guigues V
 († 1259), 
comte de Forez

                      │   │   │  X 1224 Alix, dame de Chacenay († 1278)
                      │   │   │
                      │   │   └1>
Renaud
 († 1270), 
comte de Forez
 et sire de Beaujeu
                      │   │      X 1247 Elizabeth de Beaujeu († 1297)
                      │   │       │
                      │   │       ├─>
Guigues VI
 († 1278), 
comte de Forez

                      │   │       │   X 1268 
Jeanne de Montfort
 († 1300)
                      │   │       │   │
                      │   │       │   ├─>
Jean 
I
er
 (1275 † 1334), 
comte de Forez

                      │   │       │   │  X 1) 1296 Alix de Viennois († 1309)
                      │   │       │   │  X 2) Eléonore de Savoie († 1324)
                      │   │       │   │  X 3) Laure de Vaud
                      │   │       │   │   │
                      │   │       │   │   ├1>
Guigues VII
 (1299 † 1358), comte de Forez
                      │   │       │   │   │  X 1324 Jeanne de Bourbon († 1402)
                      │   │       │   │   │   │
                      │   │       │   │   │   ├─>
Jeanne de Forez
 (1337 † 1369)
                      │   │       │   │   │   │  X 1357 
Béraud II
 († 1400), dauphin d'Auvergne
                      │   │       │   │   │   │
                      │   │       │   │   │   ├─>
Louis
 (1338 † 1362)
                      │   │       │   │   │   │
                      │   │       │   │   │   ├─>
Jean II
 (1343 † 1372)
                      │   │       │   │   │   │
                      │   │       │   │   │   └─>Odile (1345 † jeune)
                      │   │       │   │   │
                      │   │       │   │   ├1>Renaud († 1369), seigneur de Malleval
                      │   │       │   │   │  X 1324 Marguerite de Savoie († 1371), fille de 
Philippe Ier de Piémont

                      │   │       │   │   │
                      │   │       │   │   ├1>Jean, chanoine à Paris
                      │   │       │   │   │
                      │   │       │   │   └1>Jeanne 
                      │   │       │   │   │  X 1318 Aymar, sire de Roussillon
                      │   │       │   │   │
                      │   │       │   │   ├i>Jean
                      │   │       │   │   │
                      │   │       │   │   └i>Renaud
                      │   │       │   │
                      │   │       │   ├─>Isabelle
                      │   │       │   │  X 1290 Beraud VII († 1321), sire de Mercœur
                      │   │       │   │
                      │   │       │   └─>Laure (1277 † 1320), nonne
                      │   │       │
                      │   │       │  
Branche de Beaujeu

                      │   │       └─>
Louis 
I
er
 de Beaujeu
, († 1295) sire de Beaujeu et des Dombes
                      │   │          X 1270 Eléonore de Savoie († 1296)
                      │   │          │
                      │   │          ├──>
Guichard VI
 († 1331), sire de Beaujeu
                      │   │          │   X 1) 1300 Jeanne de Genève († 1303) 
                      │   │          │   X 2) 1309 Marie de Chatillon 
                      │   │          │   X 3) 1320 Jeanne de Chateauvillain, dame de Semur († 1345)
                      │   │          │   │
                      │   │          │   ├─1>Marie 
                      │   │          │   │  X 1328 Jean l'Archevêque de Parthenay
                      │   │          │   │
                      │   │          │   ├─2>
Edouard 
I
er
 (1316 † 1351), sire de Beaujeu
                      │   │          │   │   X 1333 Marie de Thil († 1360)
                      │   │          │   │   │
                      │   │          │   │   ├──>
Antoine
 (1343 † 1374), sire de Beaujeu
                      │   │          │   │   │  X 1362 Béatrice de Chalon 
                      │   │          │   │   │
                      │   │          │   │   └──>Marguerite (1346 † 1402) 
                      │   │          │   │      X 1362 Jacques de Savoie (1315 † 1367), prince d’Achaïe
                      │   │          │   │	
                      │   │          │   ├─2>Marguerite († 1336) 
                      │   │          │   │   X 1330 
Charles 
I
er
 de Montmorency
 († 1381)
                      │   │          │   │
                      │   │          │   ├─2>Blanche 
                      │   │          │   │   X 1346 Jean de Linières
                      │   │          │   │
                      │   │          │   ├─2>Eléonore, prieure
                      │   │          │   │
                      │   │          │   ├─3>Guichard († 1356), seigneur de Perreux
                      │   │          │   │   X 1343 Marguerite de Poitiers 
                      │   │          │   │   │
                      │   │          │   │   ├──>Philibert († jeune)
                      │   │          │   │   │
                      │   │          │   │   ├──>
Édouard II
 (1351 † 1400) 
                      │   │          │   │   │   X 1370 Eléonore de Turenne († 1420)
                      │   │          │   │   │   │
                      │   │          │   │   │   └──>Guichard (1372 † 1372)
                      │   │          │   │   │
                      │   │          │   │   ├──>Marie († 1406) 
                      │   │          │   │   │   X Jean de Montagu († 1410), seigneur de Sombernon
                      │   │          │   │   │
                      │   │          │   │   ├──>Alix († 1418) 
                      │   │          │   │   │   X 1) 1372 Josserand de Lavieu, seigneur de Fougerolles († 1398) 
                      │   │          │   │   │   X 2) 
Étienne de Sancerre
, seigneur de Vailly
                      │   │          │   │   │   X 3) Guy IV de Dalmas, baron de Cousan († 1418)
                      │   │          │   │   │
                      │   │          │   │   ├──>Jeanne 
                      │   │          │   │   │   X 1371 Hugues de Saint-Trivier
                      │   │          │   │   │
                      │   │          │   │   └──>Blanche, nonne à  Marcigny
                      │   │          │   │
                      │   │          │   ├─3>Guillaume († 1406), seigneur de Cenves
                      │   │          │   │   X 1) N de Villedieu
                      │   │          │   │   X 2) Agnès de Saint-Germain, dame de l'Estours
                      │   │          │   │   X 3) Marguerite de Gorse
                      │   │          │   │   │
                      │   │          │   │   ├─3>Édouard (v. 
1385
 † 
1464
), seigneur d'Amplepuis
                      │   │          │   │   │   X Jacqueline, dame de Lignières
                      │   │          │   │   │   │
                      │   │          │   │   │   └──>Jacques, baron de Lignières, seigneur d'Amplepuis
                      │   │          │   │   │       X Jacqueline 
Juvénal des Ursins

                      │   │          │   │   │       │
                      │   │          │   │   │       └──>Philibert († 
1547
), baron de Lignières, seigneur d'Amplepuis, 
sans postérité

                      │   │          │   │   │           X 
1501
 Catherine d'Amboise
                      │   │          │   │   │
                      │   │          │   │   ├──>Guichard († jeune)
                      │   │          │   │   │
                      │   │          │   │   └──>Jeanne 
                      │   │          │   │      X Jean de Saint-Symphorien, seigneur de Chamouset
                      │   │          │   │
                      │   │          │   ├─3>Robert († 1380), seigneur d'Arcinges 
                      │   │          │   │   X Agnès de Chaudenay 
                      │   │          │   │   │
                      │   │          │   │   ├──>Guichard († 1390), seigneur de Joux et de Belleville
                      │   │          │   │   │
                      │   │          │   │   ├──>Jean 
                      │   │          │   │   │   X Isabeau de Saint-Verain
                      │   │          │   │   │   │
                      │   │          │   │   │   └──>Pierre († 1462), seigneur de Montcocquier
                      │   │          │   │   │      X Marguerite de La Palice
                      │   │          │   │   │       │
                      │   │          │   │   │       ├──>Blain 
                      │   │          │   │   │       │   X 1453 Catherine de Chamilly
                      │   │          │   │   │       │   │
                      │   │          │   │   │       │   ├──>Loup, seigneur d'Asnois
                      │   │          │   │   │       │   │   X 1483 Catherine Gast
                      │   │          │   │   │       │   │   │
                      │   │          │   │   │       │   │   └──>Catherine 
                      │   │          │   │   │       │   │      X 1496 Louis de Montaignes-Sallazart
                      │   │          │   │   │       │   │
                      │   │          │   │   │       │   └──>Jeanne 
                      │   │          │   │   │       │       X 1471 Jean des Vignes
                      │   │          │   │   │       │
                      │   │          │   │   │       ├──>Jean 
                      │   │          │   │   │       │
                      │   │          │   │   │       ├──>Ponthus 
                      │   │          │   │   │       │
                      │   │          │   │   │       ├──>Marie 
                      │   │          │   │   │       │
                      │   │          │   │   │       └──>Perronelle 
                      │   │          │   │   │
                      │   │          │   │   ├──>Marguerite, dame de Chaudenay et de Joux
                      │   │          │   │   │   X 1391 Louis de Montaigu, seigneur de Listenois-en-Auvergne
                      │   │          │   │   │
                      │   │          │   │   └──>Jeanne, dame de Coligny-le-Neuf
                      │   │          │   │       X 1394 Jean de Cusance, seigneur de Belvoir († 1455)
                      │   │          │   │
                      │   │          │   └─3>Louis, seigneur d'Aloigney 
                      │   │          │       X 1356 Jeanne de Beaujeu-sur-Saone
                      │   │          │       │
                      │   │          │       └──>Antoinette († 1385) 
                      │   │          │           X Jacques d'Arguel († 1387)
                      │   │          │
                      │   │          ├──>Humbert, seigneur de Montmerle († 1325) 
                      │   │          │   X Catherine Roerce († 1322)
                      │   │          │
                      │   │          ├──>Guillaume, 
évêque de Bayeux
 († 1337)
                      │   │          │
                      │   │          ├──>Thomas, chanoine à Lyon( † 1306=
                      │   │          │
                      │   │          ├──>Pierre, chanoine à 
La Charité-sur-Loire

                      │   │          │
                      │   │          ├──>Louis, archidiacre à Troyes († 1300=
                      │   │          │
                      │   │          ├──>Marguerite 
                      │   │          │   X 1290 Jean de Chalon, comte d'Auxerre († 1309)
                      │   │          │
                      │   │          ├──>Éléonore 
                      │   │          │   X 1295 Humbert de Thoire et de Villars
                      │   │          │
                      │   │          ├──>Isabelle abbesse
                      │   │          │
                      │   │          ├──>Béatrix, nonne
                      │   │          │
                      │   │          ├──>Jeanne, nonne
                      │   │          │
                      │   │          └──>Catherine de Beaujeu
                      │   │              X 1305 Jean de Chateauvillain, seigneur de Luzy 
                      │   │
                      │   ├2>Alix Guigone 
                      │   │   X 
Archambaud VIII de Bourbon

                      │   │   │
                      │   │   ├──> 
Marguerite de Bourbon
, postérité
                      │   │ 
                      |   │   X 1220 Gérard II, 
comte de Mâcon
 et 
de Vienne
               │   │
                      │   │
                      │   ├2>
Marquise
 († 1238)
                      │   │  X Guy VII, sire de Thiers
                      │   │
                      │   └2>Eléonore 
                      │      X 
Guillaume IX d'Auvergne
 († 1246), 
comte d'Auvergne

                      │
                      ├─>
Renaud II
 († 1226), 
archevêque de Lyon

                      │
                      ├─>Humbert, 
chanoine de Lyon

                      │
                      └─>Clémence
```

## Possessions
Liste non exhaustive des châteaux tenus en nom propre ou en fief des comtes d'Albon, puis dauphins de Viennois :
- château d'Albon, à Albon (XIIIe siècle-?) ;
- château des Allymes, à Ambérieu-en-Bugey (~1310-1355) ;
- château d'Ambérieux-en-Dombes, à Ambérieux-en-Dombes (~1370-?) ;
- château de Beaufort, à Beaufort (Savoie) (1304-1348) ;
- donjon de Buenc, à Hautecourt-Romanèche (1337-1371), le 5 juillet 1337[15]. Aymon de Savoie le cède avec la seigneurie à Édouard Ier, sire de Beaujeu. Antoine, son fils, sire de Beaujeu, aliène terres et donjon en 1371[15] à Humbert de la Baume, seigneur de Fromentes.
- château de Cordon, à Brégnier-Cordon (1265-1285) ;
- château de Cuchet, à Saint-Sorlin-en-Bugey ;
- château de Miribel, à Miribel (1265-1348) ;
- château des Outards, à Beaufort (1304-1348) ;
- château de Saint-Denis-en-Bugey, à Saint-Denis-en-Bugey (début XIVe siècle-1349) ;
- château de Saint-Germain, à Ambérieu-en-Bugey (1282-1321) ;
- château de Septème, à Septème (?-1355) ;
- tour du Treuil, à Allevard (1316) ;
- château de Virieu, à Virieu-le-Grand (1265-1285).

#### Articles, ouvrages spécifiques
- Aurélien Le Coq, « La trajectoire des Guigues d’Albon : Réseaux et lieux de pouvoir, Xe – XIIe siècle », Florilegium, no 29,‎ 2012, p. 201-227 (lire en ligne).
- Anne Lemonde-Santamaria, « Réflexions sur le processus d'institutionnalisation au temps des dauphins de la deuxième race (1183-1282) », Mélanges de l'École française de Rome, nos 23-2  Les pouvoirs territoriaux en Italie,‎ 2011, p. 431-441 (lire en ligne).
- Georges de Manteyer, Les origines du Dauphiné de Viennois : la première race des comtes d'Albon (843-1228), Gap, 1925, 105 p. (lire en ligne).
- Georges de Manteyer, Les origines du Dauphiné de Viennois : d'où provient le surnom de baptême Dauphin, reçu par Guigues IX, comte d'Albon (1100-1105), Gap, 1925, 140 p. (lire en ligne).
- Jean-Michel Poisson (dir.), Vincent Buccio (collab.), Le château des comtes d'Albon (Drôme), recherches historiques et archéologiques (1993-2006), Lyon/Avignon, CIHAM- Éditions, coll. « Mondes médiévaux », 2022, 309 p., chap. 6.

#### Articles, ouvrages généraux
- Auguste Prudhomme, « De l'origine et du sens des mots Dauphin et Dauphiné et de leur rapport avec l'emblème du dauphin en Dauphiné, en Auvergne et en Forez », Bibliothèque de l'École des chartes, no tome 54,‎ 1893, p. 429-456 (lire en ligne). lire en ligne sur Gallica.
- Gustave de Rivoire de La Bâtie, Armorial de Dauphiné contenant les armoiries figurées de toutes les familles nobles et notables de cette province, accompagnées de notices généalogiques complétant les nobiliaires de Chorier et de Guy Allard, Lyon, Imprimerie Louis Perrin (réimpr. 1969 (Allier - Grenoble)) (1re éd. 1867), 821 p. (lire en ligne), p. 186-187.
- André Steyert, Armorial général du Lyonnais, Forez et Beaujolais, Lyon, R. Georges, 1998 (1re éd. 1860, A. Brun), 280 p. (ISBN 2-912556-28-7, BNF 36997588), p. 68 à 88.